# 城山 (福井市)
城山（じょうやま）は、福井県福井市南部にある山。標高202メートル。清明地区のシンボルとされる。山頂および山頂から派生する尾根筋に中世山城の南居城（なごじょう）跡が所在する。

## 地理

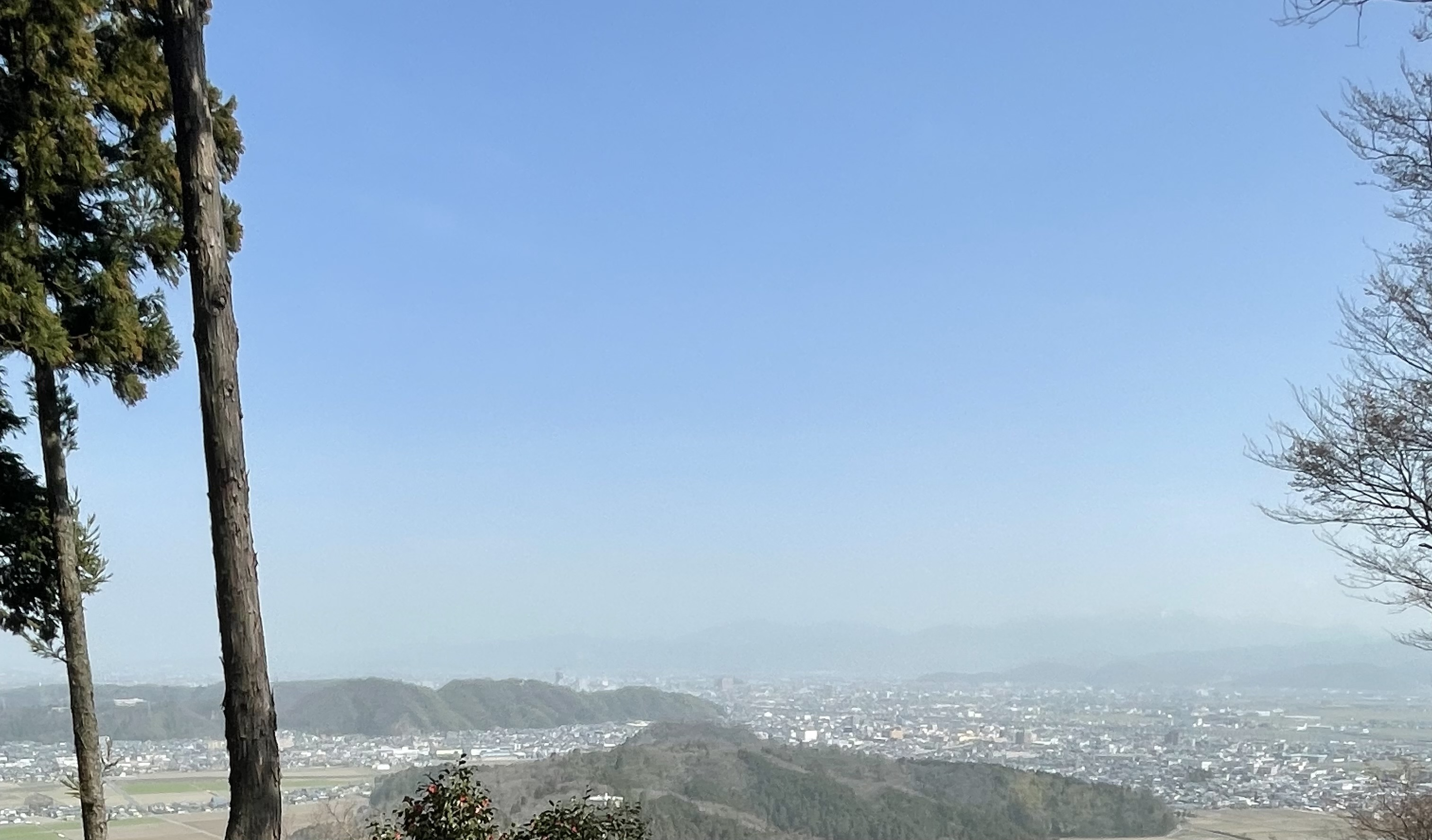
城山の頂上から見た福井市街地（北側）

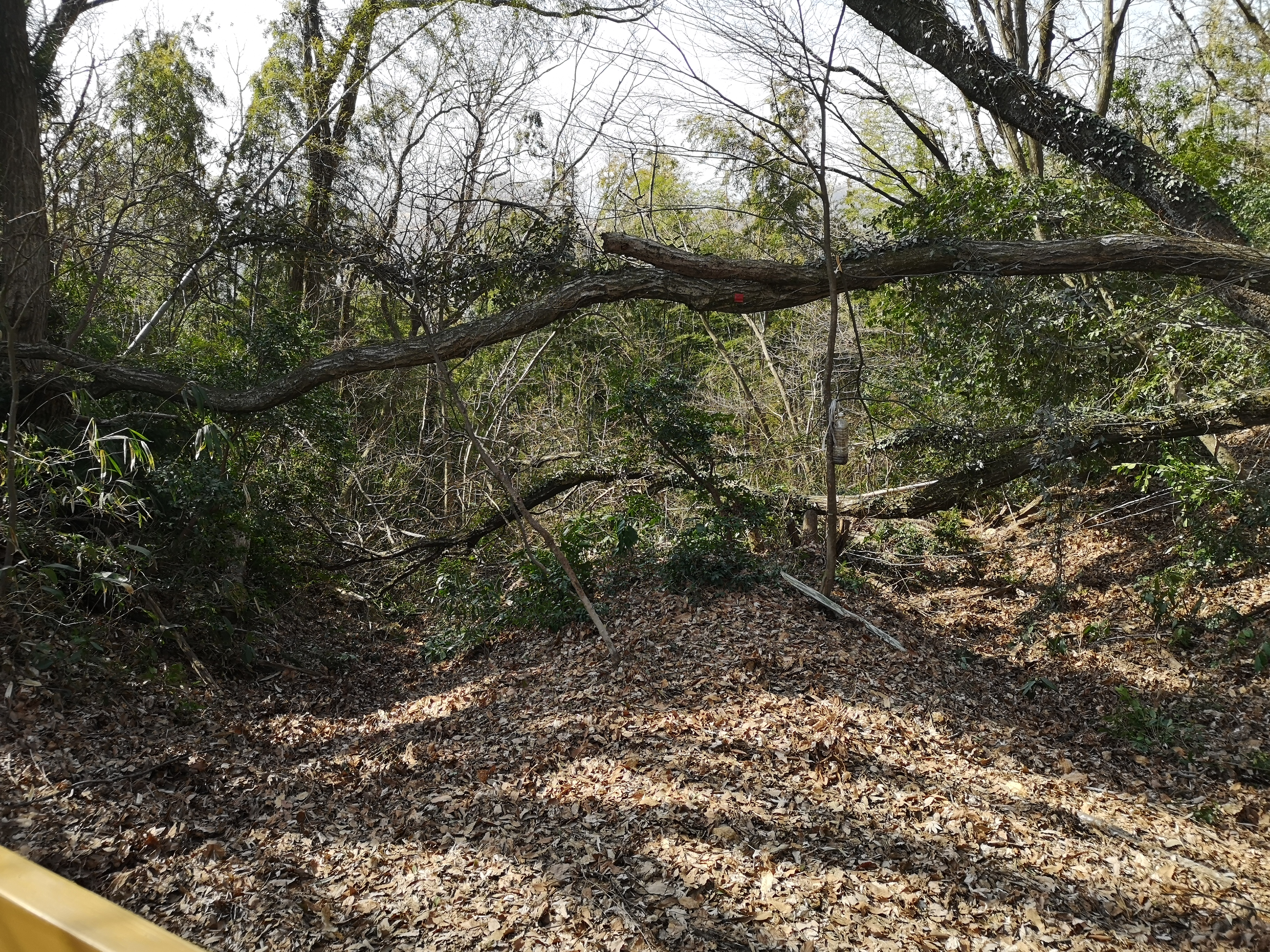
二重堀切

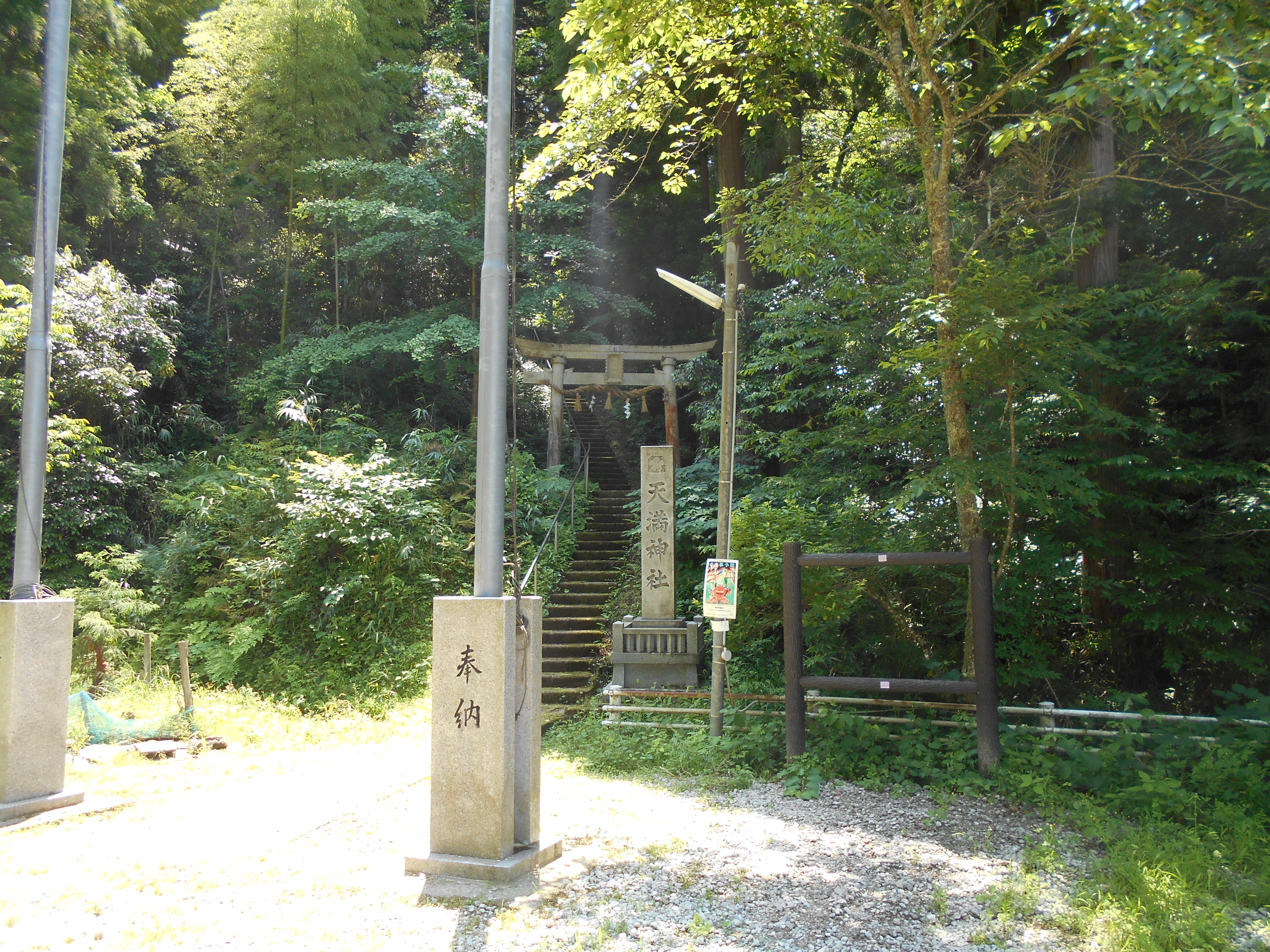
南居ルート登山口の天満神社

標高202メートル。山頂には藤岩（とういわ）という点名の三等三角点がある。
福井平野を東西に分かつ日野川の東側、鯖江市に近い福井市冬野町、清明地区と社南地区にまたがる。登山道は、福井市の「うらがまちづくり事業」の一環として整備された。地元の団体「伸びゆく清明まちづくり実行委員会」が主導となって1995年（平成7年）から着工し、約３年かけて行われた。1997年(平成9年）10月19日には足羽高校横の登山道入り口で完成記念式典が行われ、「登山道案内図」が序幕された。2023年（令和5年）現在、杉谷ルート、南居ルート、合谷ルートの3本の登山道がある。
山頂部の展望所からは、南側に丹南平野と日野山、北側に足羽平野の足羽三山（足羽山、八幡山、兎越山）を眺望できる。山麓には福井県立足羽高等学校がある。
北陸街道を見渡せる要衝にあり、平安時代から戦国時代にかけて軍事的に重視され、南居城（福井県遺跡番号：01162）が築かれた。山頂部一帯の東西の尾根伝い約600メートルにわたって遺構が見つかっており、曲輪8カ所、堀切10カ所が確認されている。頂上は曲輪で平坦になっており、中央部には土壇状のものがある。曲輪の両側に深さ3メートルの堀切が設けられている。東西の尾根上に平坦地があり、東側は中屋敷と呼ばれ、その下に幅5メートル、深さ1メートルの二重堀切がある。
縄張りから築城は南北朝期で、16世紀まで改修が行われていたと考えられている。さらに2020年（令和2年）3月、麻生津、清明、社南の3地区が関わる「城山遺跡研究保存協議会」が山頂付近で鉄刀を発見したことを機に、福井市教育委員会文化財保護課と協力して発掘調査を行い、頂上付近に40〜50平方メートルの小山状の遺構を確認した。
2022年（令和4年）8月-9月の山頂での発掘調査では、山城関連の遺構は見つからなかったが経塚が発見され、仏教遺跡であることも判明した。

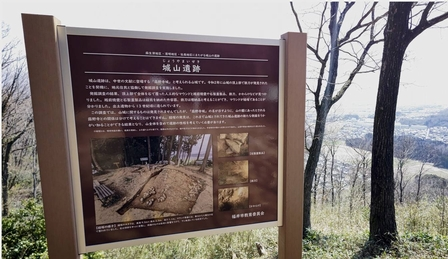
「城山遺跡」の案内板

2024年3月28日、福井市教育委員会により、「城山遺跡」と命名された案内板が山頂に設置された。
真東に当たる約9キロメートル先の福井市脇三ケ町の田圃には、「不思議な鳥居」と呼ばれている笏谷石の鳥居が一基立っている
杉谷ルートの最寄り駅は福井鉄道福武線「浅水駅」である。

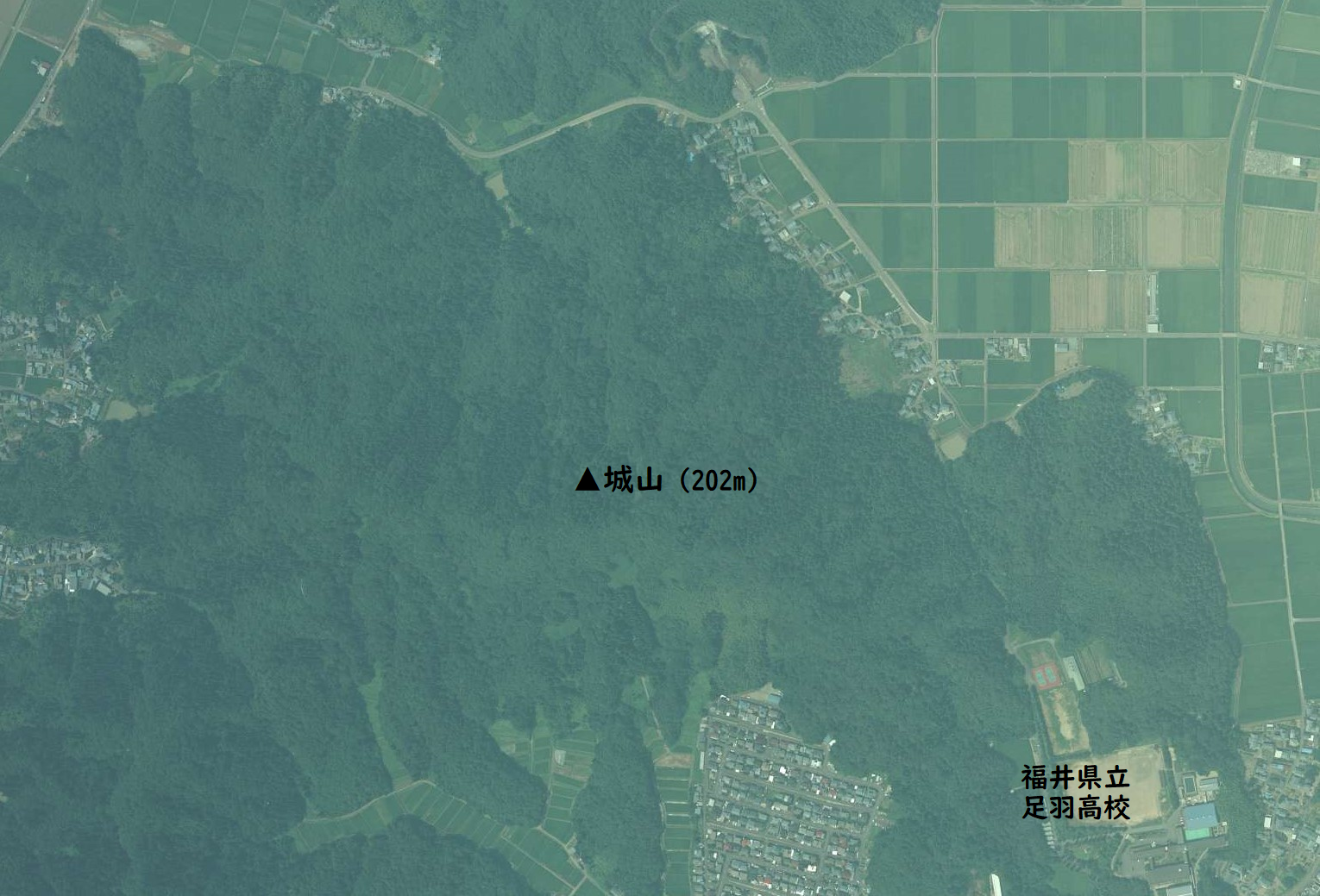
城山の航空写真

## 歴史
城山の麓には猿田彦神社 (福井市)（福井市冬野町）がある。廃仏毀釈以前には蕗野寺（ふきのでら、吹野寺・冬野寺）と呼ばれる寺院があった。神社に伝わる縁起額によると、大宝年間（701〜703）に泰澄が開基となった3番目の寺であるという。猿田彦神社には「木造十一面観音立像」が伝わっており、県指定文化財となっている(平成27年3月31日指定）。
鎌倉時代、旅の途中にあった歌人西行法師が蕗野寺で宿泊した際、「今そしる垣ねを埋む白雪の寒さはげしき冬野寺とは」と一首詠んでいる。その後、寺は城として使われ、「尊経閣文庫　得江文書2−305頁〜」によると、暦応2年（1340年）9月15日、幕府方（北朝側）として越前各地を転戦した得江頼員が、戦いの中で蕗野寺城の麓を焼き払ったとある。
また『朝倉家伝記』によると、貞治6年（1367年）2月、朝倉氏景と斯波高経との争いの最中、斯波高経は蕗野寺城から出兵して黒丸城に帰陣したとある。
2022年(令和4年）8月1日からは、福井市教育委員会文化財保存課と地域住民らで山頂の「南居城跡」の本格的な発掘調査を行った。同年10月2日には文化財保存課の現地説明会が実施され、鉄刀・石製蓋製品・宝篋印塔の宗麟の一部・かわらけ等の出土品から、宗教遺跡の一つである「経塚」として利用されていたとの報告がある。

## 伝承
城山とその周辺には以下のような伝承が伝わっている。
1. 山に金の茶釜が埋蔵され、朝日夕日のさすところ、白椿の花が咲くところの下にある[19]。または、出る日入る日のある所、白つばきが咲く下にある。夜遠くから見れば夜光天に映じるが、その場に行けば判明しない[20]。
2. 木曽義仲の家臣横山某が燧ケ城の敗戦後、寓居した[21]。
3. この山の滝で泰澄大師は身を清め国家の長久を祈り、衆人快楽の法要を行したので、滝の水には奇特があるとされる。信仰の厚い者が飲めば重い病気が治り、不信の者が飲めばしゃっくりが出るので「しゃくり滝」と呼ばれる[20]。
4. 1890年（明治23年）の溜池堤防の工事の際に、山麓から甲冑・鍔等が出土した[21]。
5. 落武者の一隊が城山の奥に隠れた。しばらく経って山を下りて見ると、5月の田植えの時期であった。報告を聞いた大将は長い戦いで正月がまだであったといい、それから落武者達は正月をはじめた。そのため南居の5月は城山の正月であるから寒いという[22]。
6. 城山の城跡に馬が谷という殿様の馬を繋ぐ所があった。2月の後正月に、馬にぜんざいを食べさせると馬が死んだ。以来その家では後正月のぜんざいは食べないという[22]。

## 地質
城山の地質は中新世前期の糸生層の安山岩溶岩とデイサイト火砕岩である。

## 植物

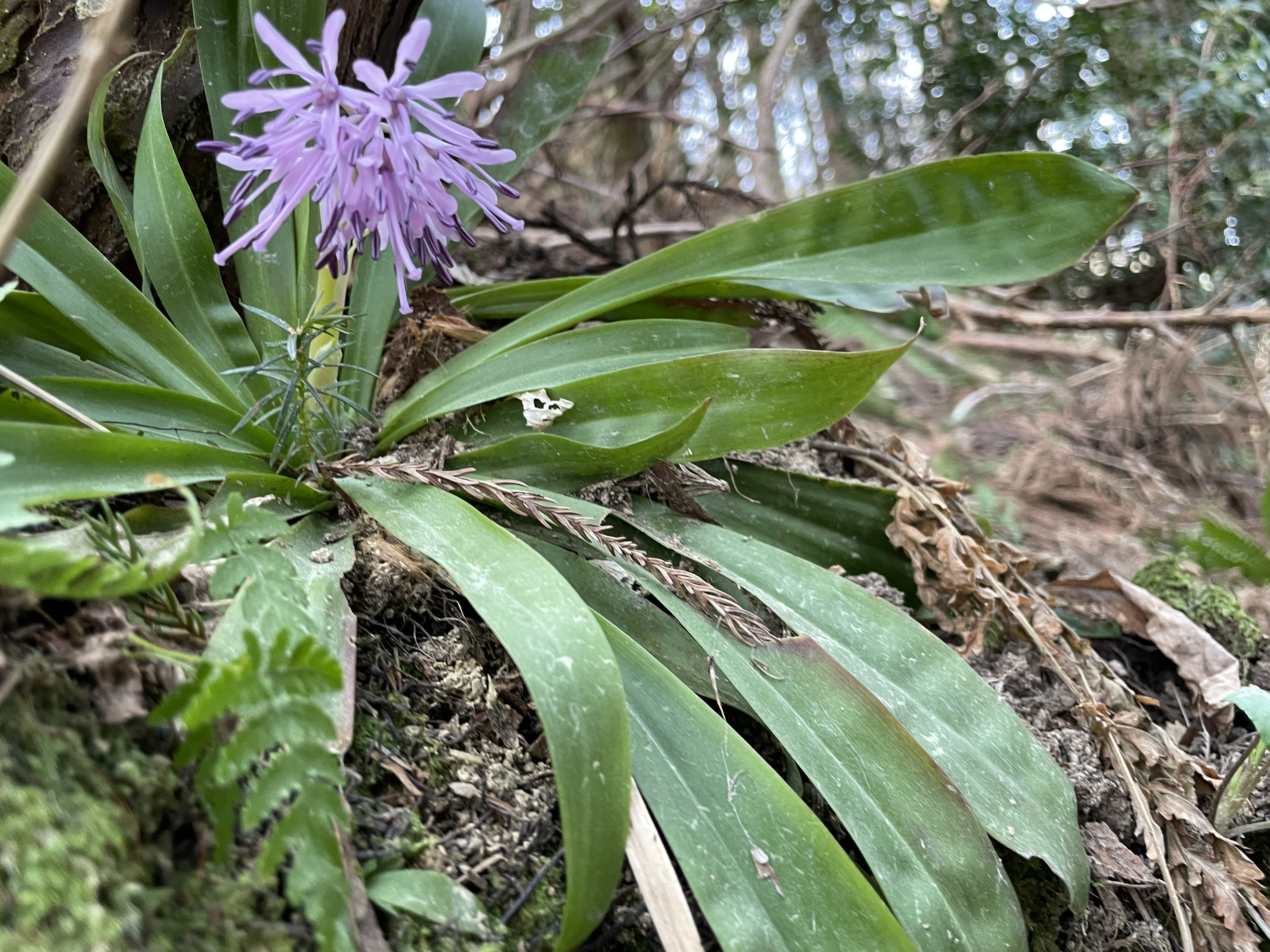
城山のショウジョウバカマ

植物の出典は清明まちづくり委員会城山部門『城山周辺の山野草』清明まちづくり委員会。

### 春
- オオイヌノフグリ - 冒険の森の道端に生えている草。3月に咲く草[24]。
- タチツボスミレ - 冒険の森の山麓や山地の日が当たりやすい場所や落葉樹林の林床に生えている草。3月〜5月に咲く草[24]。
- コハコベ　-　冒険の森の道端や畑に生えている草。2月〜9月までに咲く草[24]。
- フキ　-　城山登山口のやや湿ったときに山野に生える多年草。平地は1〜3月で山間は3〜5月に咲く草[24]。
- オウレン　-　城山・2重堀切での山の林の中に目立たないところに咲いている草。3月下旬から4月上旬に咲いている草。冒険の森では道端に生えている草[25]。
- ホクリクネコノメソウ　-　冒険の森の歩道側に咲いている花でもあり、山の谷間などの湿り気のあるところに咲いている草[25]。
- ショウジョウバカマ　-　城山・中屋屋敷から頂上の低地から亜高山のやや湿ったところに生えている草。5月下旬〜6月中旬に咲いている草[25]。
- シュンラン　-　城山登山道の尾根口〜二重堀切でやや乾いた雑木林の林床に多く生えている草。3月下旬〜4月に生えている草[25]。
- カタクリ - 杉谷ルートの2重堀切や合谷ルート中腹のカタクリ平に多く生えている草。4月上旬に咲く草[26]。
- ツボスミレ　-　平地や山地の湿ったところに見られ、生えている草。3月〜5月に生えている花[26]。
- ムラサキケマン　-　冒険の森の近くや城山の平地や山地のあまり日の当たらないところに咲いている草。春の4月〜6月に咲いている花[26]。
- ヒメオドリコソウ　-　春の初めごろに冒険の森や田畑の周辺や近くの道端に生えている草。ヨーロッパ地方原産の植物。咲く時期は3月〜5月まで咲いている[26]。
- ヤマルリソウ

城山の尾根登り口下の北斜面や山麓や山地の影に生えいてる草であり、毎年多く咲いている草。春先に花が咲いており、秋先の9月や10月ごろに咲くのが適切であり、冬になると葉がおおきく成長する。
- カキドオシ

冒険の森入り口や城山の道端の途中の草地に毎年生えている草。咲く時期は4月〜5月に咲く花。
- エンレイソウ

城山の中にある中屋屋敷北斜面や山地から亜高山のやや湿ったところに毎年たくさん生えている草。咲く時期は春（3月〜4月）に芽を出し、初夏（4月〜5月）に花を咲かせて、晩夏から秋（8月〜9月）に葉が枯れる。
- ホトケノザ

冒険の森入り口や春の初めごろのときに畑や道端に生えていおり、一年生植物のうち、秋に発芽して冬を越し、翌春に開花・結実して枯死する草本植物である。咲く時期は3月〜6月の春頃である。
- トキワイカリソウ

城山や二重堀切の近くや落葉広葉樹林の日光に当たっている林緑に生えており多年草である。咲く時期は4月〜5月である。
- キランソウ

冒険の森や歩いている道中の道路脇や中央分離帯や田畑周辺の道端などに多年草であり、地面にへばりついている。咲く時期は3月〜5月である。
- シロヤブケマン

城山や登山口の周りの道付近や平地や山地の日の当たらない場所に生えている二年草。咲く時期は春の4月〜6月である。
- イチリンソウ

冒険の森や南遊歩道の近くや山地の林緑や草原に生えており、多年草である。咲く時期は4月〜5月に咲くと言われているがイチリンソウが咲くのはやや難しいと言われている。
- ニリンソウ

冒険の森や南遊歩道脇や山地の林緑や落葉樹林の下に生えており、多年草である。咲く時期は桜が咲く頃から二週間くらいという短い期間である。
- チゴユリ

城山や尾根の道脇や二重堀切付近や山地の疎林（＝立ち木のまばらな林）の下に生えており、多年草である。咲く時期は5月である。
- オオイワカガミ

城山や二重堀切〜中屋敷跡付近や山地から亜高山の岩場や草地に生えている常緑の多年草である。咲く時期は4月〜5月である。。
- アリアケスミレ

城山や登山口あたりの近くや人里に近い日の当たりやすい草原や土手などに見られる多年草である。咲く時期は4月〜5月である。
- ウラシマソウ

冒険の森や南遊歩道付近や平地から里山の湿り気のある林中や林の緑に生えれている多年草である。咲く時期は3月〜５月であり、特徴的な花を咲かせる。
- サワハコベ

冒険の森や南遊歩道付近や林下のやや湿ったところに生えていることがあり多年草である。咲く時期は（春）５月〜７月である。
- シャガ

城山の周辺道路沿いの林中や人里の近くの林の下に生えており、多年草でもある。咲く時期は４月〜５月である。
- ホウチャクソウ

冒険の森や南遊歩道の階段付近や低地から山地の林の下のやや日陰に生えていて多年草である。咲く時期は、4～5月に白い花を咲かせている。日本全国の山林に分布している宿根草で咲かせている。
- キジムシロ

冒険の森や平地から山地の日の当たりが良い草地に生えており、多年草である。咲く時期は４月〜５月頃までである。
- ヘビイチゴ

冒険の森や空き地や山地に生えており、多年草である。咲く時期は４月〜６月である。黄色い花が開花した後に果実が実る。
- シロバナノヘビイチゴ

冒険の森や中央遊歩道付近で咲いている。食用にするいちごの一種である。花期は４月〜７月であり、果期は６月〜８月の夏である。
- ミツバツチグリ

冒険の森やテラス付近に咲いている。日光が当たっている場所や明るい草地に黄色の５花弁を咲かせる多年草である。咲く時期は４月〜５月である。

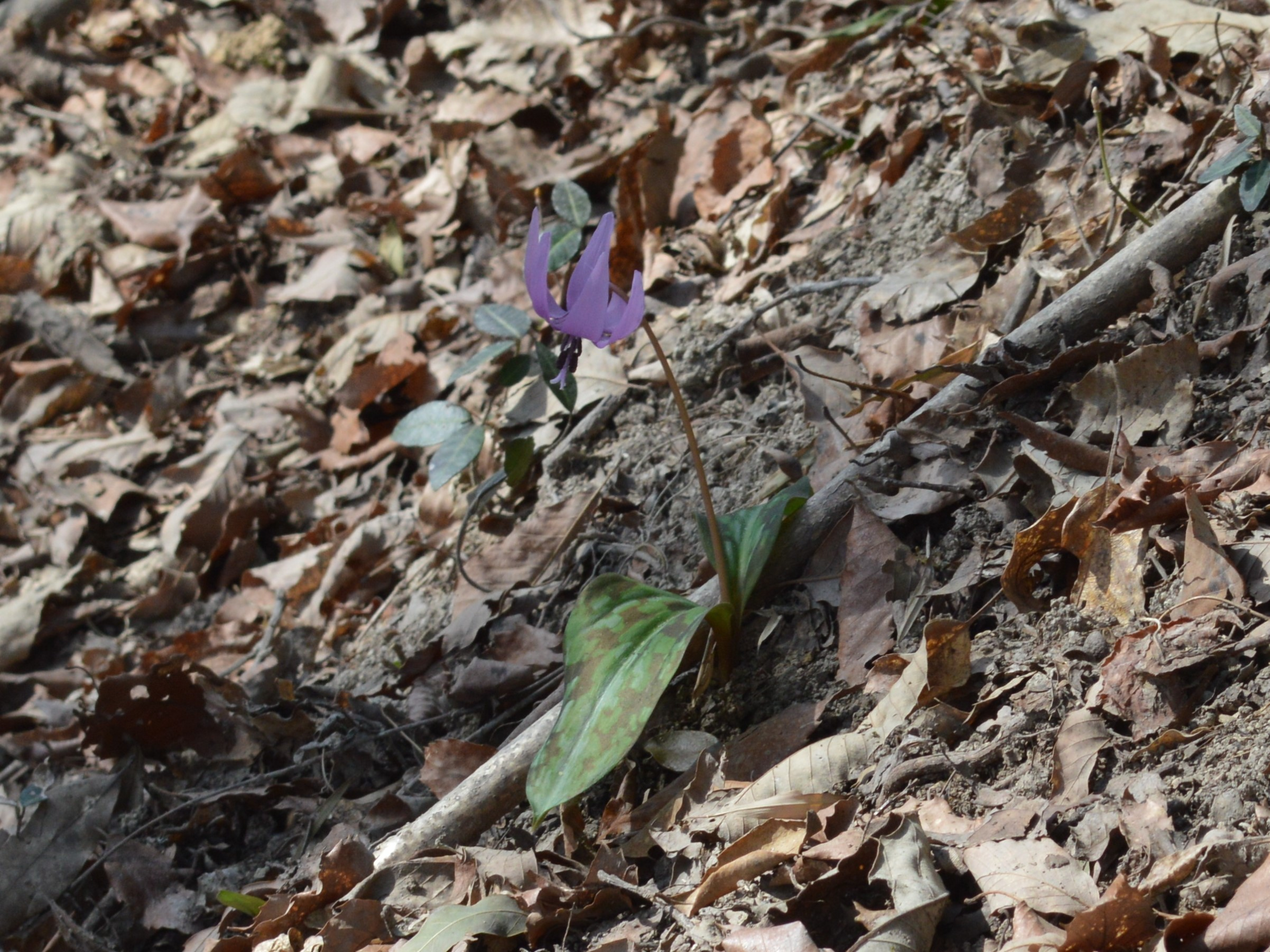
城山のカタクリ
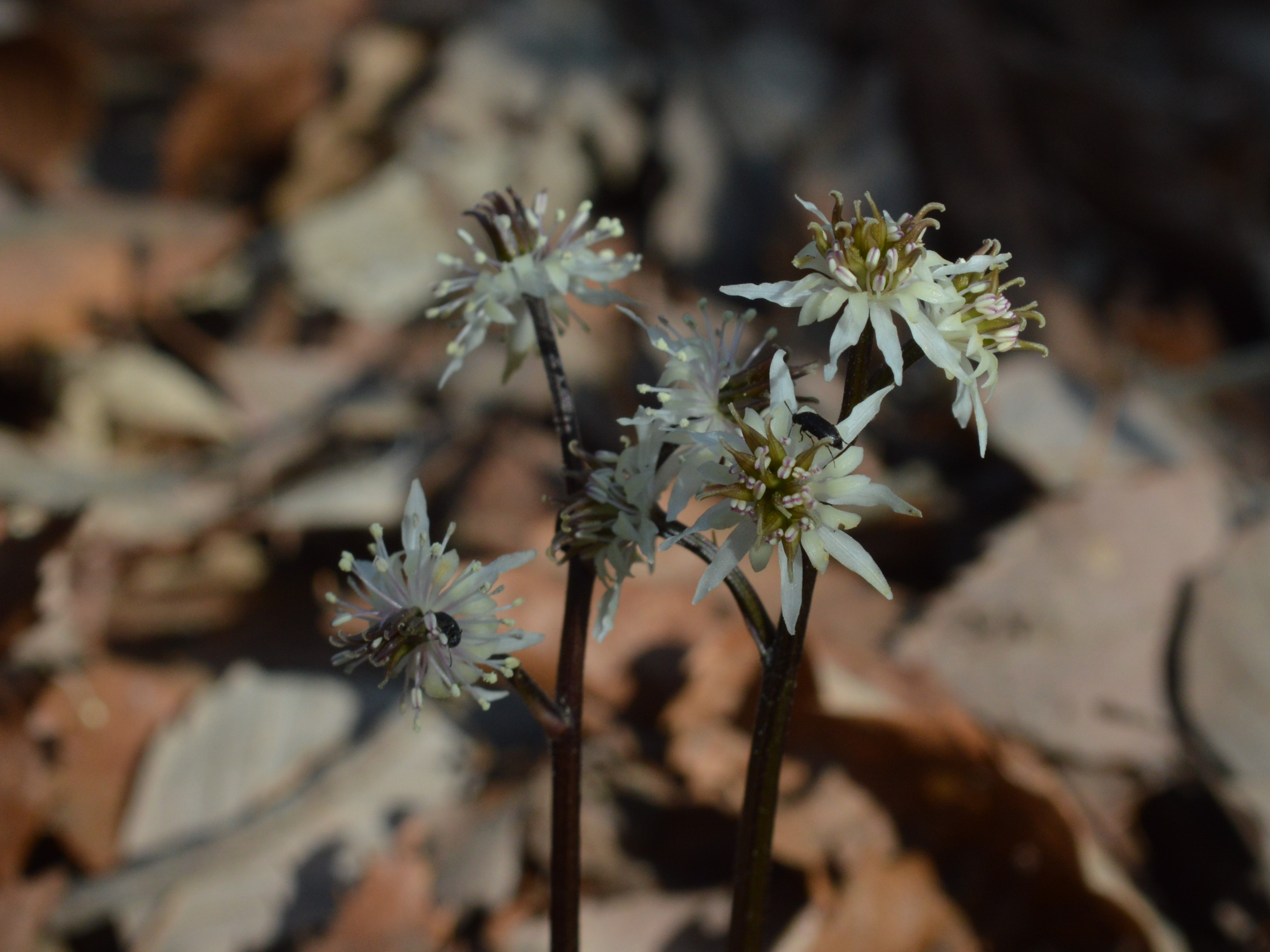
城山のオウレン
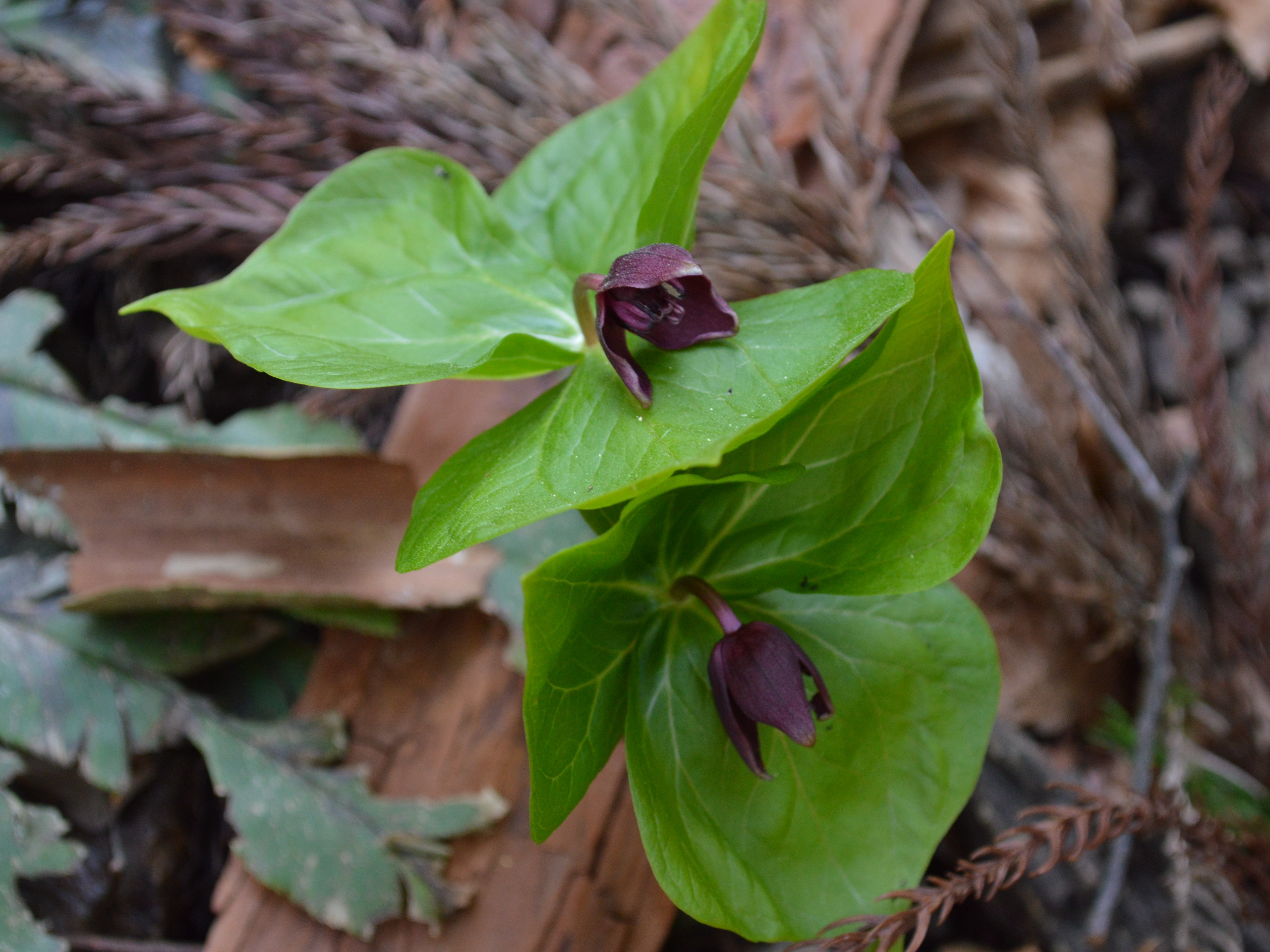
城山のエンレイソウ
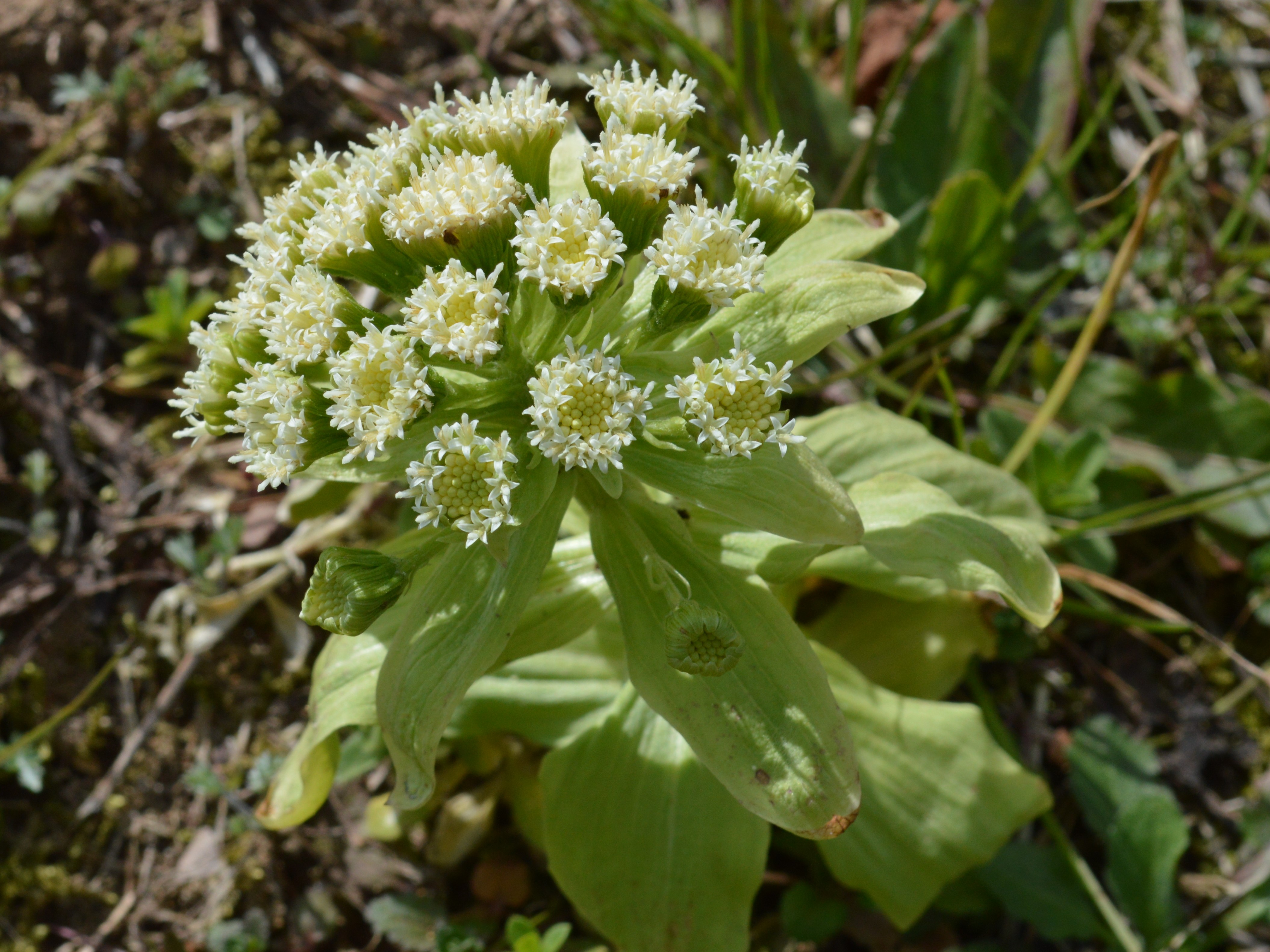
城山のフキ
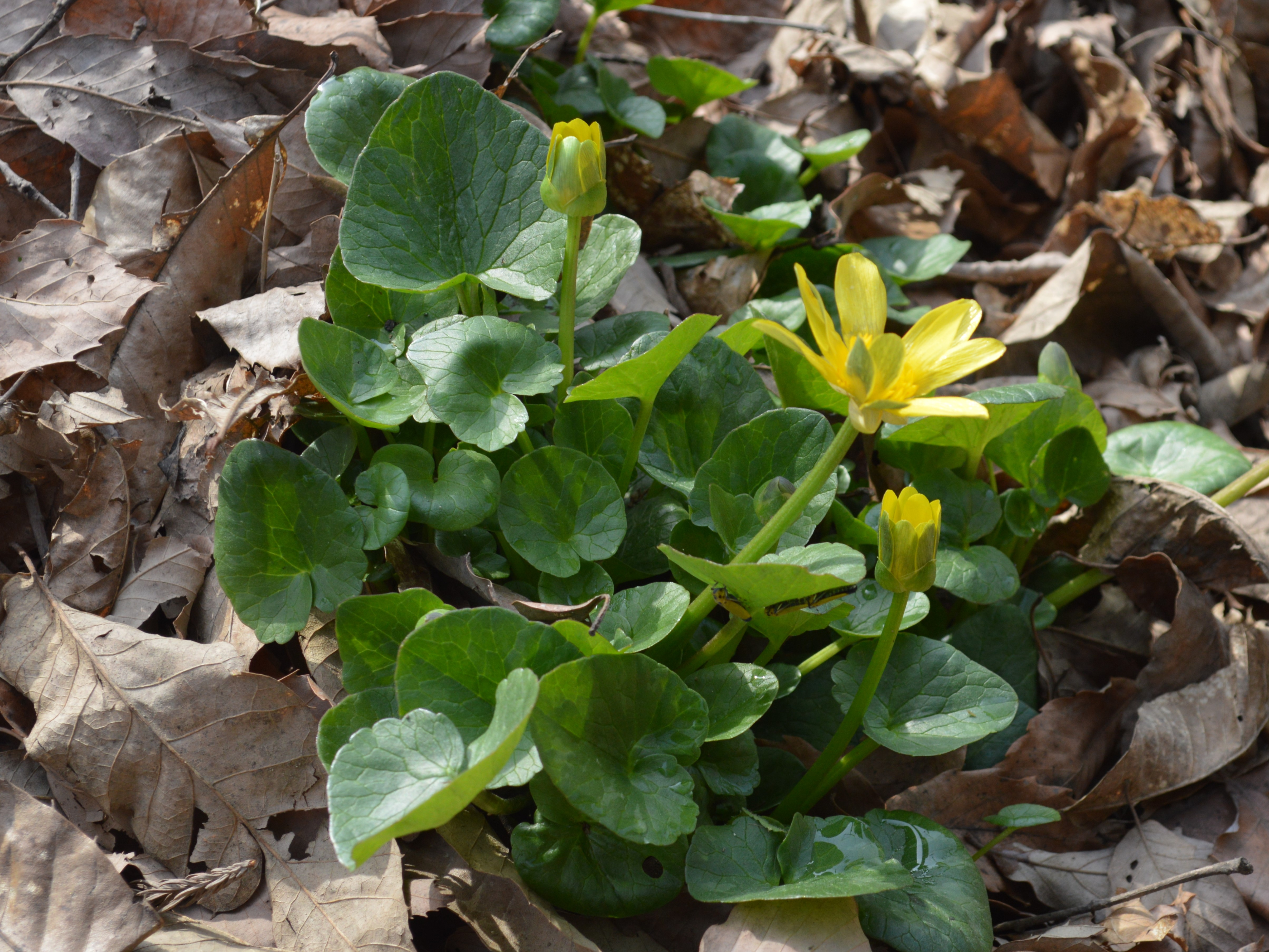
城山のリュウキンカ

### 夏
- ウマノアシガタ

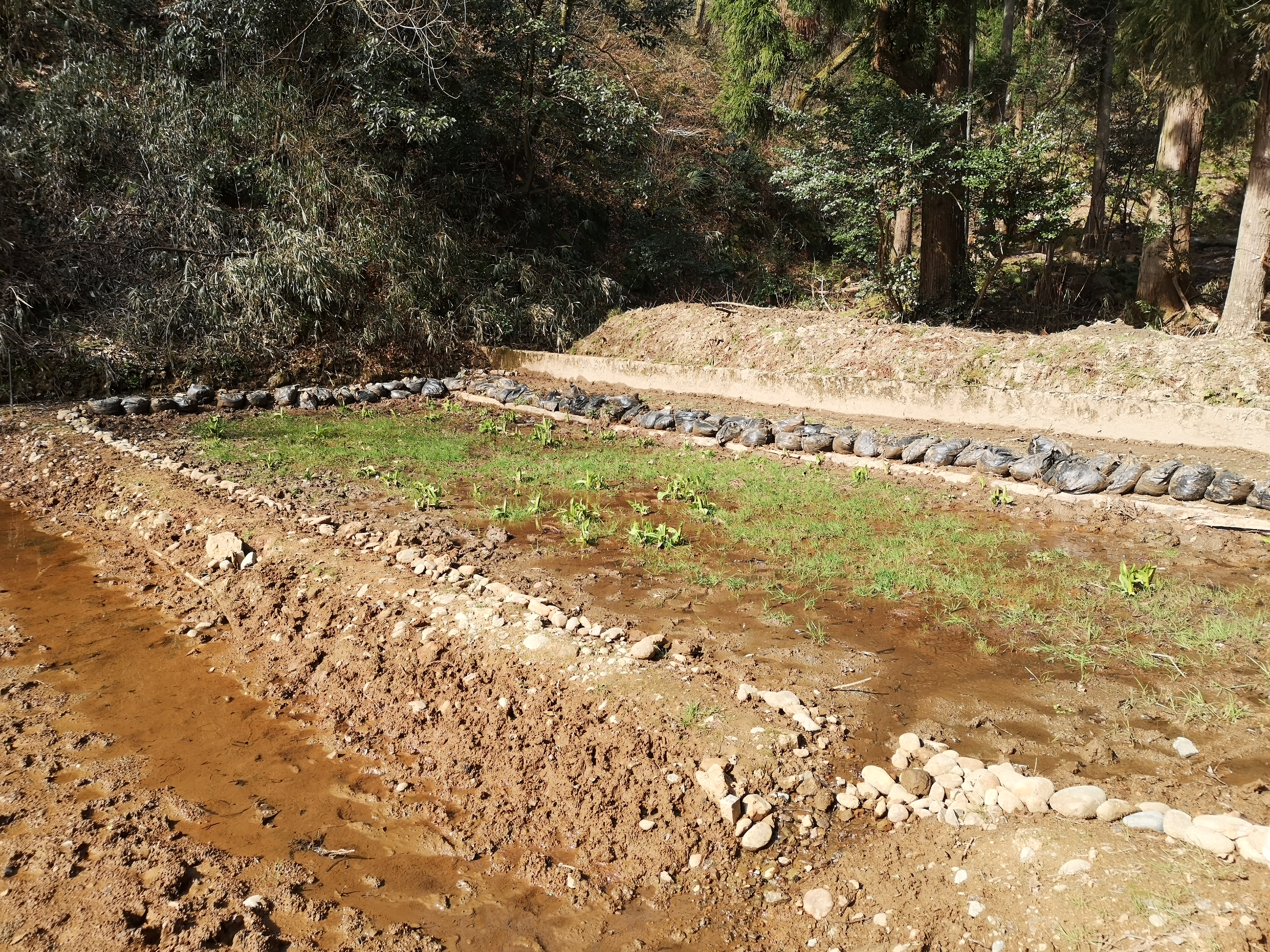
城山のミズバショウ

冒険の森やテラス付近や水田（＝灌漑(かんがい)水をたたえて作物を栽培する耕地）の周りから山の日の当たりの良い湿地などに生えており、多年草である。開花時期は４月〜６月である。
- ミゾホオズキ

城山登山口の道入り口の近くや低山から高地の溝や湧水のそばに生えており、多年草である。開花時期は６月〜８月である。
- コメツブツメクサ

城山登山口の道入り口の近くに咲いている。この花は西アジアからヨーロッパに起源を持つ一年草の帰化植物である。開花時期は４月〜６月である。
- カタバミ

冒険の森やテラス付近や道端や庭に生えており、多年草である。開花時期は5月〜10月である。
- カントウタンポポ

冒険の森やテラス付近で咲いている。この花は日本在来種の花であり、普段どこでも見られる多年草である。開花時期は3月〜5月である。
- カラスノエンドウ

冒険の森やテラス付近や日の当たりやすいところの野原などに生えており、つる性の1〜越年草である。開花時期は3月〜5月である。
- イモカタバミ

冒険の森やテラス付近や道端で見られる多年草であり、帰化植物である。開花時期は5月〜6月、10月〜11月であり、気温の穏やかな時期に咲く、二季咲の植物である。
- ジシバリ

冒険の森やテラス付近や湿り気のある日の当たりの良いところに生えており、多年草である。開花時期は４月〜６月である。
- ニガナ

冒険の森やテラス付近や人里から丘綾地の山地にごく普通に生えており、多年草である。環境では日当たりの良い草地や林などのはずれなどの場所で見られます。開花時期は５月〜７月である。
- オニタビラコ

冒険の森やテラス付近や陽春（＝陽気が満ち溢れた春）の頃に道端や農地の周辺で見かけることができる多年草である。開花時期は5月〜10月の春から秋にかけるはなである。
- ムラサキサギゴケ

冒険の森や南遊歩道入り口の付近や水田や土手などの湿り気のある草地に生えており、多年草である。開花時期は3月〜5月である。
- コナスビ

城山登山口入り口の付近や人里から山地の道端や草地や林のところ至るところで見られる多年草である。開花時期は5月〜6月や晩春から夏と言われている。
- オドリコソウ

冒険の森や南遊歩道付近や山麓や道端の半日陰（＝日の光を遮るものが何もなく、午前から午後までずっと日が当たっている場所）、竹やぶなどに生えており、多年草である開花時期は4月〜6月である。
- キンラン - 中屋敷から頂上南側まで咲いている花。珍しい花であり、福井県域絶滅危惧Ⅱ類に指定されている花[35][36]。
- トキワハゼ

冒険の森や南遊歩道入り口付近や湿り気のある草地に生えており、一年草である。開花時期は春先4月〜秋先10月までで半年間も鑑賞できる開花期の長い花です。
- オカタツナミソウ

城山や登山口から周辺付近や丘綾地の林緑や草原に生えており、多年草である。開花時期は5月〜6月までである。
- ササユリ

城山や二重堀切付から中屋敷跡付近や山地の草原や林緑や疎林下に生えており、多年草である。開花時期は6月〜7月までである。
- ユキノシタ

冒険の森や南遊歩道谷川沿いや人里近くの石垣や裏庭や日陰の湿った岩の上に生えており、多年草である。開花時期は4月〜5月であるが、花期は5月〜7月である。
- ムラサキカタバミ

冒険の森やテラス付近や道端や庭に生えており、多年草である。開花時期は5月〜7月である。
- マンテマ

冒険の森やテラス付近に咲いている。この花はヨーロッパ原産であり、帰化植物でもあり、１〜２年草である。開花時期は６月〜７月である。
- ギンリョウソウ

城山や尾根道口付近や山地に生えており、腐生植物である。開花時期は6月〜7月の初夏である。
- ツユクサ

冒険の森やテラス下や南遊歩道や人家の周囲や路傍などに生えており、一年草である。6月〜9月である。
- ドクダミ

冒険の森や南遊歩道や人里の日陰や、やや湿ったところにたくさん生えており、多年草である。
- ヒメジョオン

冒険の森や南遊歩道にたくさん生えている。この花は北アメリカ原産であり、帰化植物であり、日の当たりの良い路傍や空き地に生えており、2年草である。開花時期は5月〜8月である。誰でもよく目につく花である。
- キツネノボタン

冒険の森やテラス付近や平野部の水田や畑の近くの湿り気のあるところに生えており、多年草である。開花時期は4月〜7月である。
- ツルアリドオシ

城山や中屋敷跡跡付近や山地の林床に生えており、多年草である。6月〜7月である。
- コモチマンネングサ

城山登山口入り口や畑や路傍や山麓などに生えており、越年草である。開花時期は5月〜6月であり、黄色く星のような形をしたキレイな花を咲かせる。
- キキョウソウ

冒険の森や南遊歩道付近に咲いている。この花は北アメリカ原産であり、帰化植物でもある。開花時期：日本の場合は5月〜8月である。アメリカの場合は5月〜6月である。
- マツバウンラン

冒険の森やテラス付近に咲いている。この花は北アメリカ原産であり、帰化植物でもあり、1〜2年草である。開花時期：日本の場合は3月下旬〜5月である。アメリカの場合は4月〜５月である。
- ノアザミ

冒険の森や北遊歩道付近や山野に見られる多年草である。開花時期は5月〜8月である。
- ニワゼキショウ

冒険の森や南遊歩道入り口付近や日当たりの良い造成地（＝山地や丘陵地などの斜面を切った田んぼや畑などに土を盛ったり、埋め立てたりして、住宅を建設できる状態にした土地）や道端に多く生えており、多年草である。開花時期は5月～6月に5mm～1cmの小さな花を咲かせる。
- オカトラノオ

冒険の森や頂上付近や梅雨の頃や丘綾地の林緑などに生えており、多年草である。開花時期は7月〜８月である。
- ホタルブクロ

城山周辺道路脇や山野に生えており、多年草である。開花時期は6月〜7月である。
- ネジバナ

冒険の森や南遊歩道入り口付近に咲く。この花はラン科であり、ラン科の多くの植物は多年草である。だが、この花は日の当たりの良い里山の草地に生えており、1年草である。開花時期は6月〜7月である。
- ウツボグサ

冒険の森や南遊歩道付近や日の当たりの良い草地に生えており、多年草である。開花時期は6月〜8月である。
- イヌゴマ

城山周辺道路脇や湿地の草むらや湿り気のある草原に咲いており、多年草である。開花時期は7月〜8月である。
- エノコログサ冒険の森やテラス付近や日の当たりの良い畑地や荒地などに咲き、一年草である。開花時期は7月〜11月である[43]。
- メヒシバ

冒険の森やテラス付近や路傍や田端の周辺などに多く生えており、一年草である。開花時期は7月〜10月であるが、成長5月〜11月である。
- ヤナギハナガサ

冒険の森入り口付近に咲いている。この花は南アメリカ原産であり、帰化植物でもあり、多年草である。開花時期：日本の場合は6月〜8月である。南アメリカの場合は6月〜10月である。
- カワラナデシコ

冒険の森や北遊歩道付近や低地から山地の草原や川原などに生えており、多年草である。開花時期は6月〜9月である。
- センニンソウ

冒険の森や南遊歩道入り口付近や里山から山地の林緑などに生えており、多年草である。開花時期は7月〜9月である。
- ヘクソカズラ

冒険の森や南遊歩道入り口付近や里山から山地の林緑などに生えており、つる性の多年草である。
- クズ

城山周辺の道路沿いや道端や山地などで大きな葉であり、埋め尽くす壮大なつる性植物であり、多年草である。開花時期は8月〜9月である。

### 秋
- ツルリンドウ

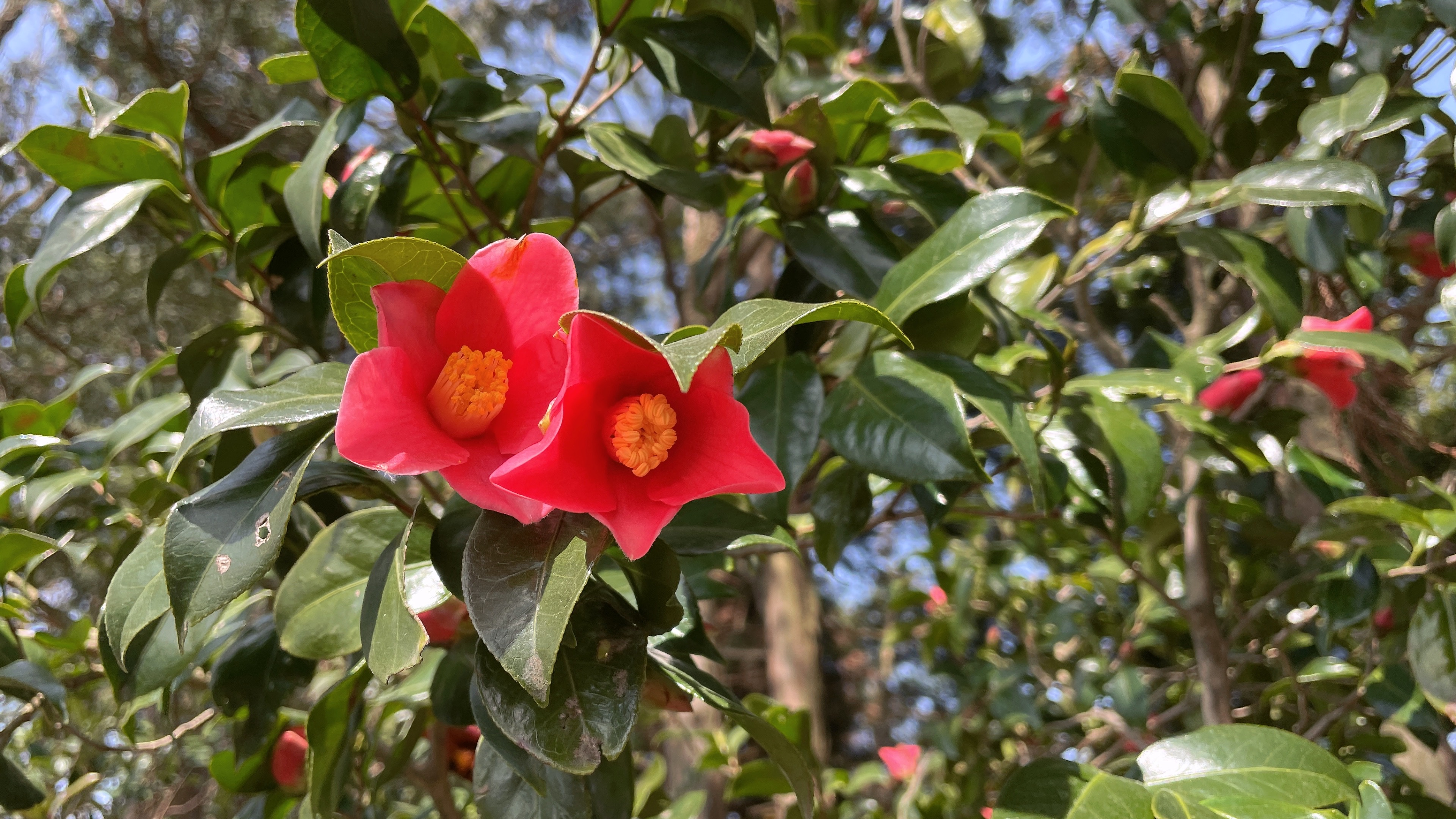
城山のツバキ

冒険の森や頂上付近の林道や山地の森の中や林の緑に咲いており、多年草である。開花時期は8月〜10月である。この花はツルをもつ種類のリンドウであり、林の中で涼しげな薄紫の花を咲かせ、花期がすぎると赤い実ができる。
- ゲンノショウコ

冒険の森や南遊歩道入り口付近や山野や里山の道端に生えており、多年草である。開花時期は7月〜10月の夏から秋である。この花は丸っこい5枚の花びらをもつ1cmほどの花を咲かせることがあり、花色では白や紅色が基本で、個体によって濃淡の色幅がある。
- イヌタデ

冒険の森やテラス付近や耕地周辺の草地や路傍や畦や河原や山麓などに生えており、一年草である。開花時期は6月〜11月である。この花は茎の先端から長さ1cm〜5cmの花穂を出し、紅紫色の花を咲かせている。
- アキノウナギツカミ

冒険の森やテラス付近や小川の近くや溝などに生えており、一年草である。開花時期は6月〜7月であり、果期は8月〜10月になる。
- ツリガネニンジン

冒険の森や南遊歩道や山地の草原や耕地周辺の土手などに生えており、多年草である。開花時期は7月〜11月であるが地域によって異なることがある。
- スズメウリ

冒険の森や南遊歩道沿いや湿った野原や水辺などに生えており、一年草である。開花時期は7〜8月に咲くが収穫時期は8月〜10月である。この花は成熟とともに緑色から赤色へと変化することから、ハロウィンやクリスマスリースの材料として人気のある花となっている。
- イワシャジン

城山周辺道路沿いや山野の緑や沢沿いの岩場に咲いており、多年草である。開花時期は9月中旬〜10月上旬である。でも、この花は雨の多く湿度の高い時期の場合は、水やりなどを控えめにしたほうが良い。
- ミゾソバ

城山周辺道路沿いにたくさんはえており、小川の緑や湿り気のあるところにもたくさん生えている。開花時期は8月下旬〜10月に開花するが、この花は小さく、大きさは5ミリから8ミリほどのピンクと白のグラデーションが美しい花を咲かせる。
- シロツユクサ

冒険の森や入り口付近や道端や草むらに咲いており、一年草である。開花時期は4月〜6月頃である。
- ハグロソウ

冒険の森やテラス付近や山野に生えており、多年草である。開花時期は7月〜10月である。
- ヒヨドリジョウゴ

城山周辺道路沿いや山野に生えており、つる性の多年草である。開花時期は夏の終り（8月〜9月）で、ナスやホオズキに似た直径5ミリほどの五花弁が、花柄の先端に咲く。
- サンインヒキオコシ

冒険の森や南遊歩道や山地の林緑に生えており、多年草である。開花時期は8月〜10月である。
- オトコエシ

冒険の森や正面遊歩道沿いや山野の日の当たりの良いところに生えており、多年草である。開花時期は8月〜10月である。
- ノブドウ

半木性であるつる性の多年草。7〜8月に冒険の森の南遊歩道に沿って花開く。
- キツネノマゴ

一年草の一種。冒険の森の南遊歩道に沿う形で開花する。
- ヒヨドリバナ

多年草の一種。冒険の森の正面にある遊歩道沿いに花開く。
- フユイチゴ

常緑小低木の一つ。冒険の森のテラス上,正面の斜面部分に多く生えており、11月〜1月にかけて実が熟れる。

### 冬
- カタバミ

冒険の森という道端や庭に毎年たくさん生えている草。咲く時期は5月〜12月まで咲いている草。
- コウゾリナ

冒険の森や農村の道端や河原に毎年たくさん生えている草。咲く時期は4月〜11月まで咲いている草。
- サルトリイバラ

城山（谷間ルート）の山地や周りの道沿いやなどから生えている実。咲く時期は4月〜7月まで。でも、冬の時期でも咲いている実。
- アキノキリンソウ

城山登山口道入り口の近くに毎年たくさん生えている草。咲く時期は9月頃から咲いている草。

## 地域活動

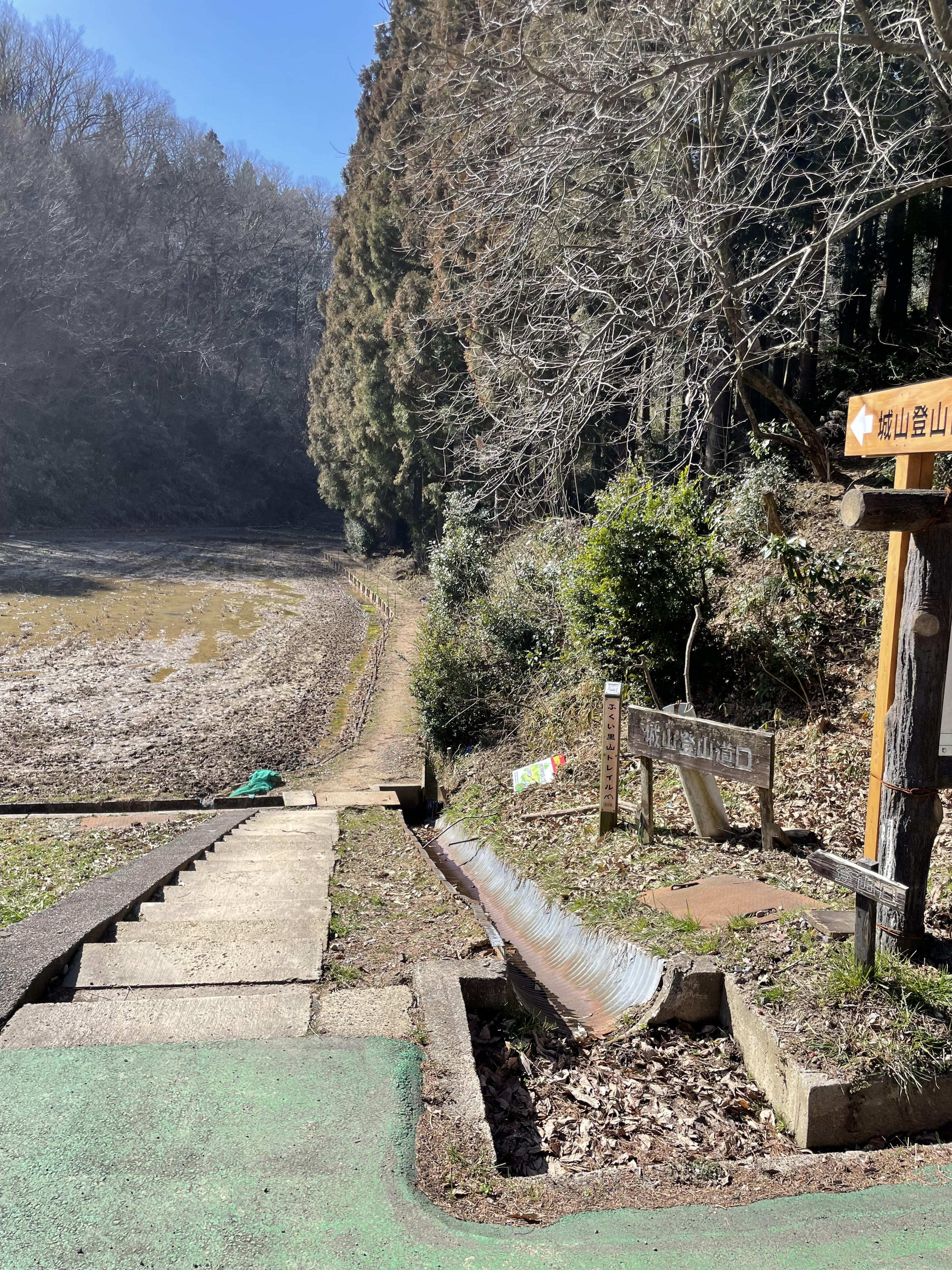
登山道（杉谷ルート）入口

地元の有志たちが1985年（昭和60年）頃から行っている登山道整備や植樹活動が評価され、2015年（平成27年）、「城山（じょうやま）と麓の集落」が福井市景観賞を受賞。
1994年（平成6年）11月に清明地区の全世帯に対しアンケート調査を実施した結果、城山の登山道の整備を望む声があり、その意見をもとに事業を展開し始めた。まず最初に登山道を整備するために、土地の使用と樹木の伐採を行う必要が生まれたため、山の管理を行う自治会である杉谷町と山の所有者に許可を求めた。
次に、関係者により幾つかの登山ルートを仮定し、登山を試みた。検証の結果、尾根づたいの登山ルートの開発を始める方向性で話が固まったものの、変更せざるを得なくなった。
その後、城山の登山道を決定、整備し、案内看板を立てた。加えて、城山に生えている樹木を調査し、45種計58枚のネームプレートを作成し設置した。
1997年（平成9年）10月19日に「登山道完成記念登山大会」が開催され、220名以上が参加した。その後、主に毎年10月に登山の大会を周辺地域の住民と開催する。
2004年(平成16年)11月23日に清明公民館が主催（共催；城山エコミュージアム実行委員会、ドラゴンリバー交流会）となり、清明地区の住民が「冒険の森」の開発に携わった。天満神社を中心とした神社所有である杉谷町の西側の6000平方メートルほどの土地に、参加者がクヌギなどの樹木の苗木を植えた。
2010年(平成22年)社南地区伝統文化委員会が「伝説ノ地一ノ城跡」「伝説ノ地二ノ城跡」「三ノ城横山中将城跡」の標柱を建てる。2016年（平成28年）度に、城山を主題とした事業を社南地区と清明地区のまちづくり委員会が連携して行った。
2017年(平成29年)4月16日に設立された総会をきっかけとして社南地区と清明地区の壮年グループである平清会、社南壮年会連絡協議会が古街道復元プロジェクト会を設置。城山の新ルートの展開と整備を目的とした。
2019年(令和1年)8月2日、福井県立足羽高等学校の野球部の生徒17人が横木を400本、杭を100本登山口より頂上へと運んだ。また同年9月10日福井市社南小学校の6年生希望者40名ほどが資材を運搬し、山道整備に貢献しつつ登頂。
2020年(令和2年)「里山ウォーク in 城山」が徹底した感染症対策のもと行われた。
2022年（令和4年）7月に福井市清明小学校の6年生児童約80名が城山に自生する樹木の名前と絵を描いた木札を登山ルートに設置した。木札は縦10センチ、幅25センチ、厚さ2.5センチで、同6月の図工の時間に作成した。この木札制作は清明公民館が企画した。

## ギャラリー

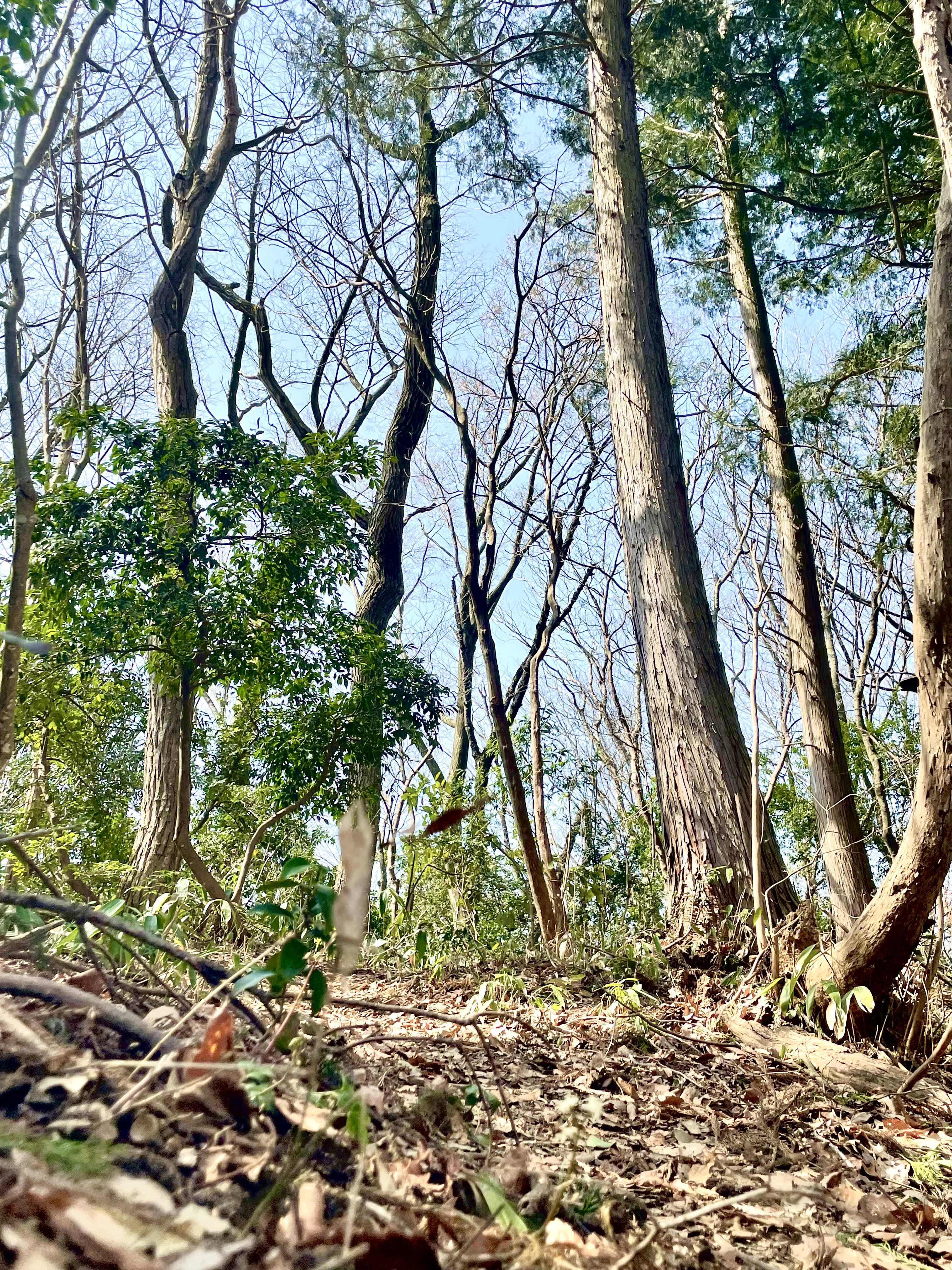
城山頂上付近
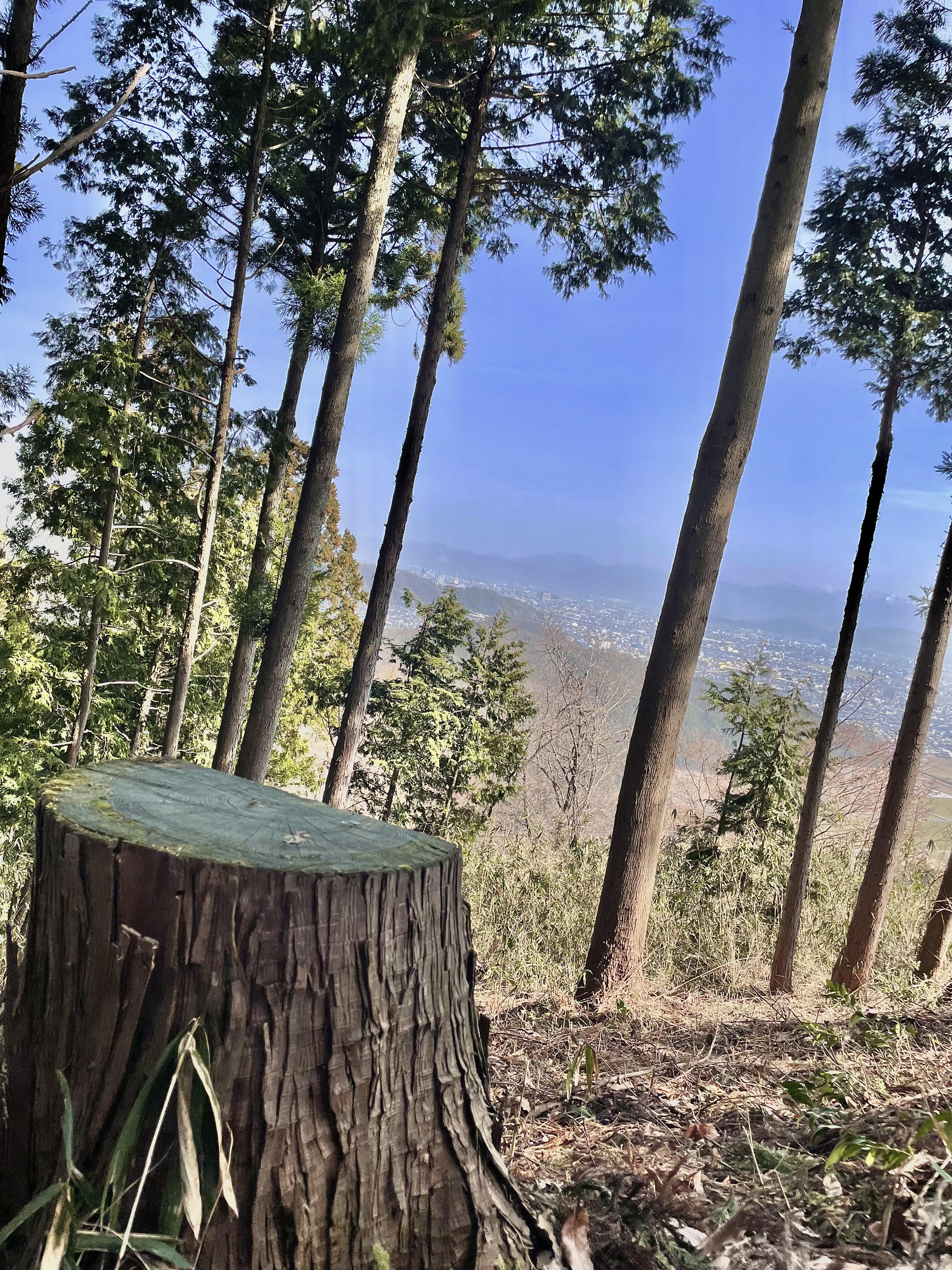
城山頂上付近
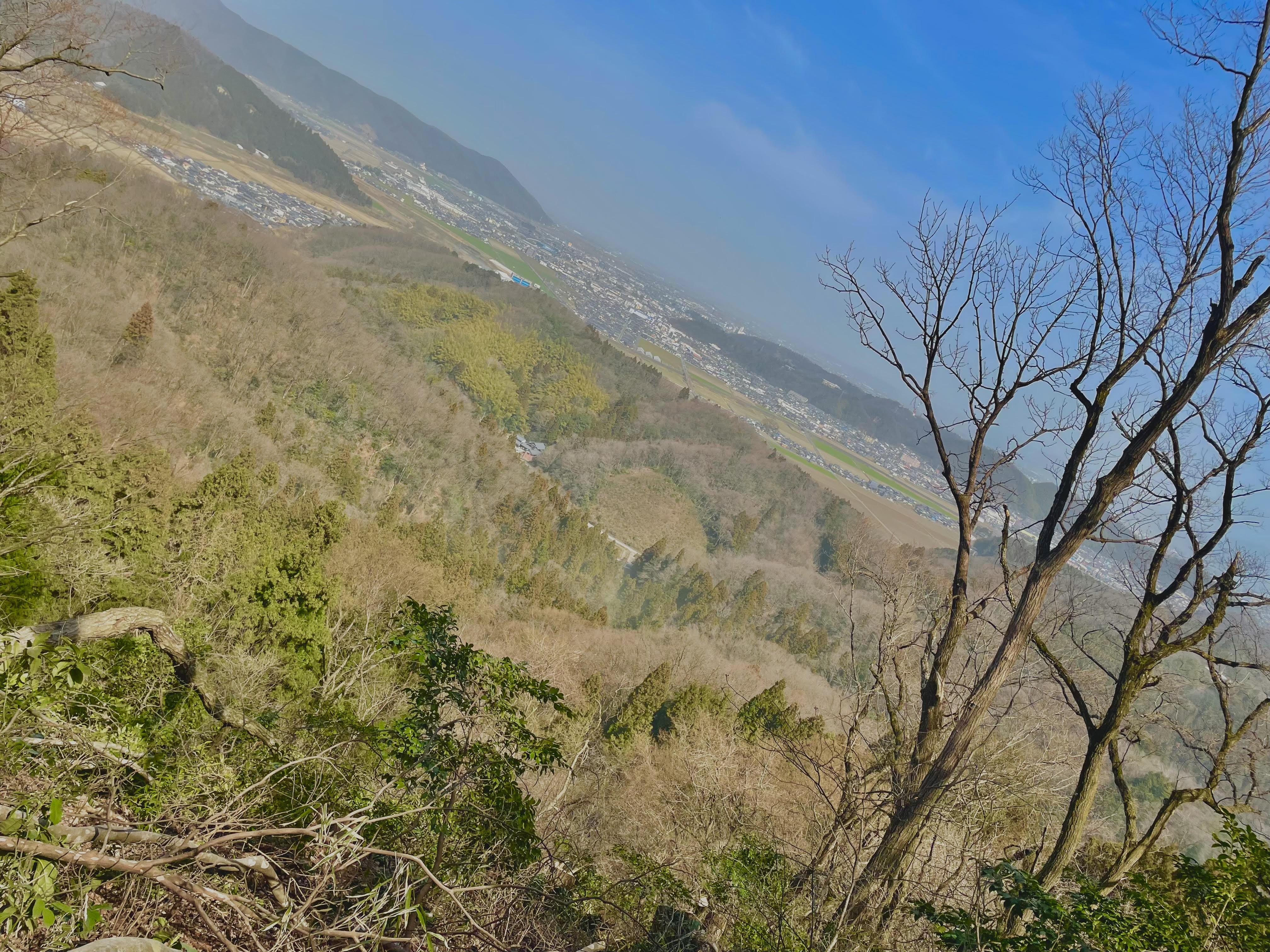
城山頂上付近
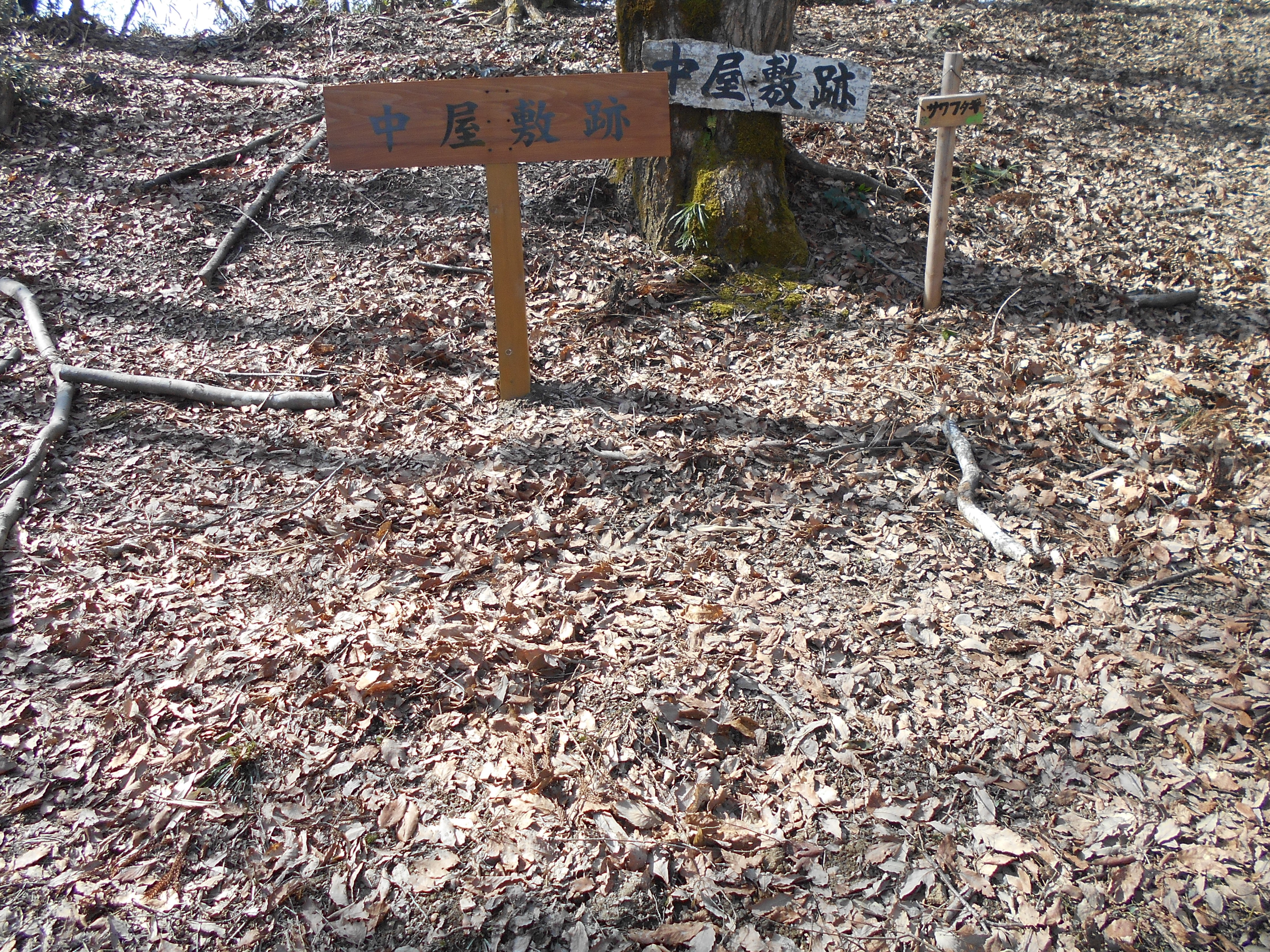
杉谷ルートにある中屋敷跡
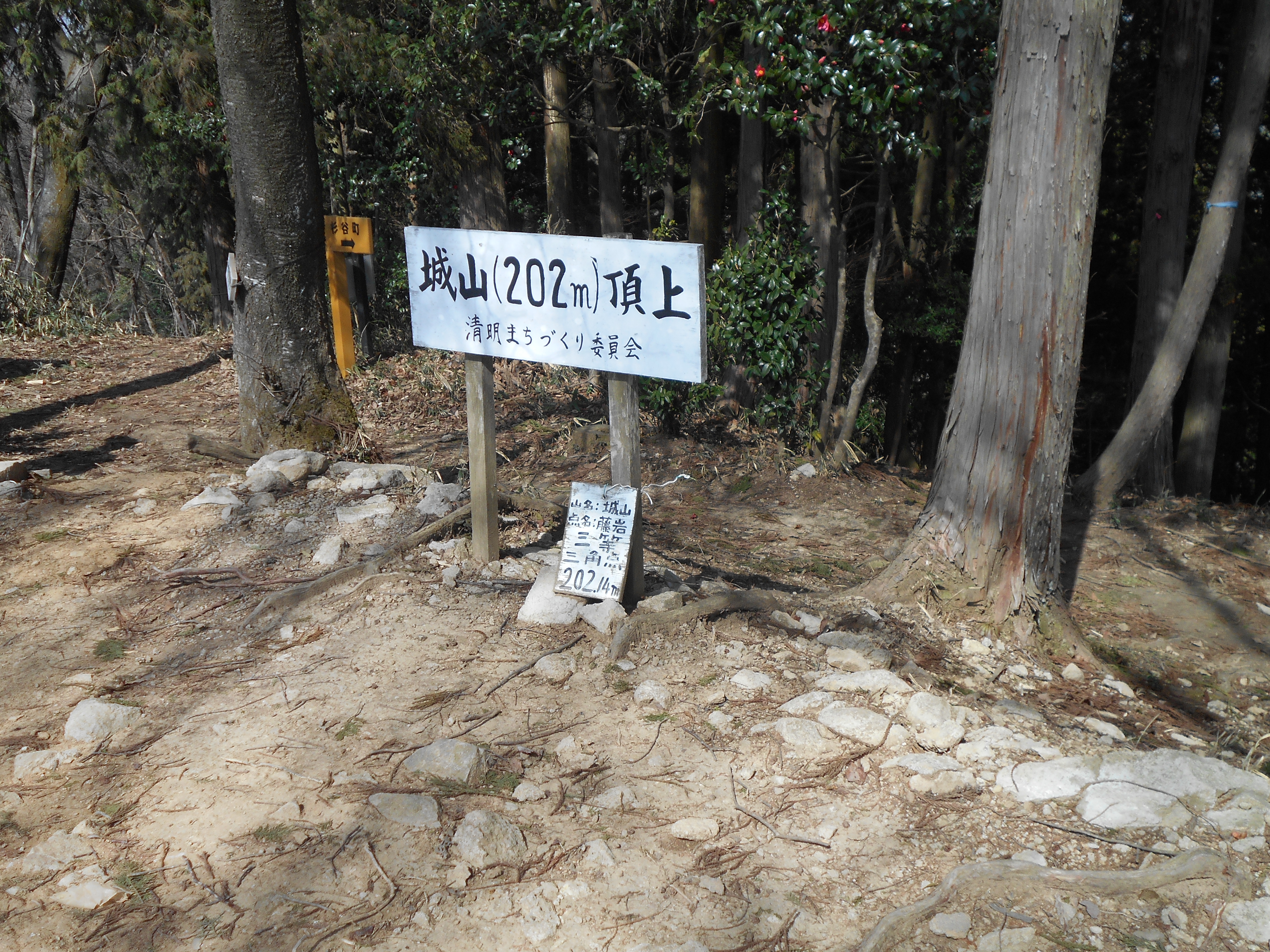
城山山頂
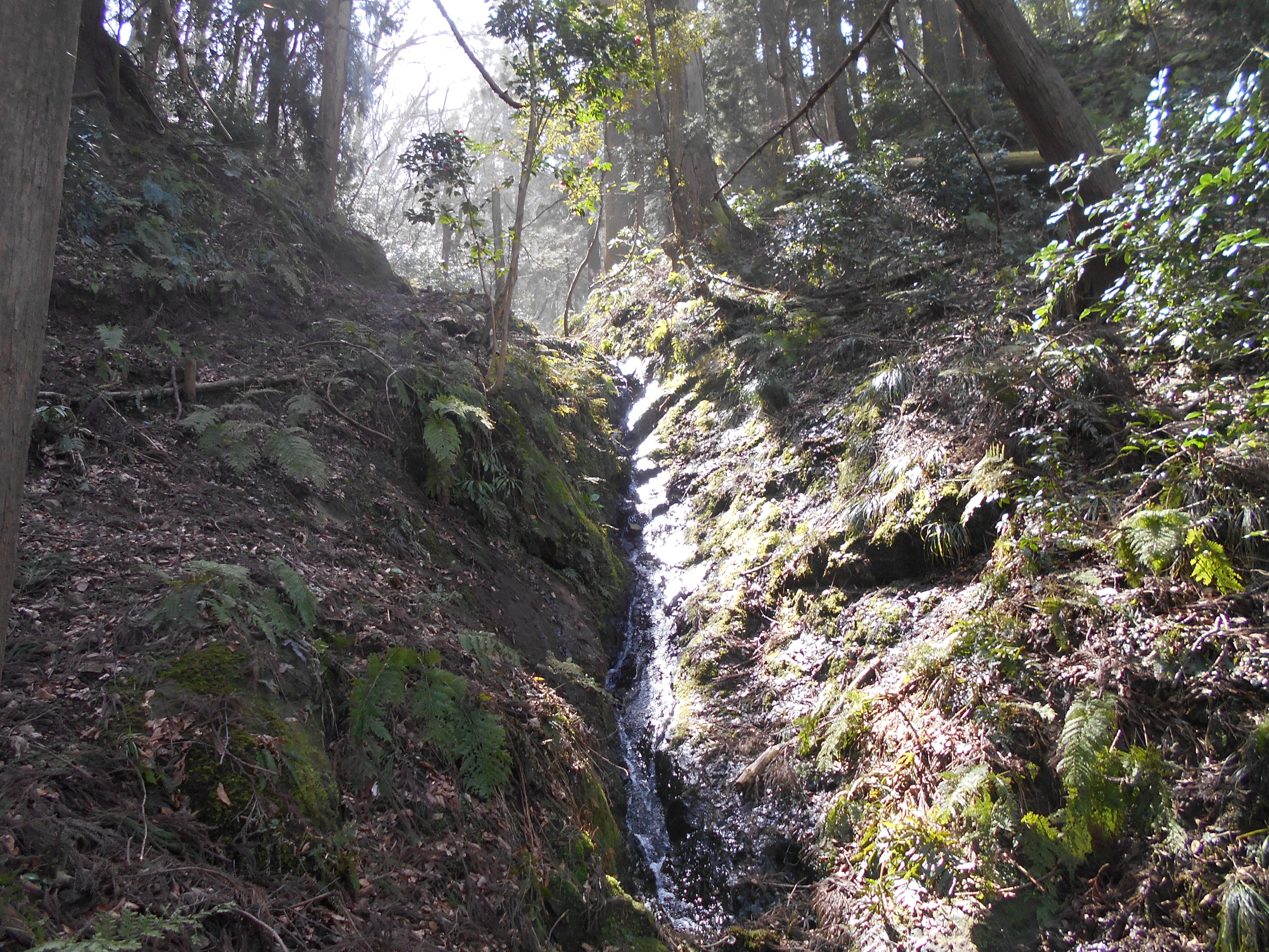
合谷ルート付近の滝